# ستيف بلاكوود
ستيف بلاكوود (بالإنجليزية: Steve Blackwood)‏ هو ممثل أمريكي، ولد في 13 مايو 1956 في ديترويت في الولايات المتحدة.

## وصلات خارجية
- ستيف بلاكوود على موقع IMDb (الإنجليزية)
- ستيف بلاكوود على موقع ألو سيني (الفرنسية)
- ستيف بلاكوود على موقع أول موفي (الإنجليزية)
- ستيف بلاكوود على موقع قاعدة بيانات الفيلم (الإنجليزية)
- ستيف بلاكوود على موقع كينوبويسك (الروسية)